# Amphiclée
Amphiclée, en grec moderne : Αμφίκλεια, est une petite ville et un ancien dème du district régional de Phthiotide, en Grèce-Centrale. Depuis 2010, le dème est fusionné au sein du dème d'Amphiclée-Élatée.
Selon le recensement de 2011, la population de la ville compte 3 012 habitants tandis que celle du dème s'élève à 4 186 habitants.